# Neko no Otera no Chion-san
Neko no Otera no Chion-san (猫のお寺の知恩さん, "Cat Temple's Miss Chion") é uma série japonesa de mangá escrita e ilustrada por Makoto Ojiro. Foi publicada na revista de mangá seinen da Shogakukan Weekly Big Comic Spirits em maio de 2016 a outubro de 2018.

## Publicação
Escrito e ilustrado por Neko no Otera [  ja], no Chion-san foi publicada na revista de mangá seinen da Shogakukan Weekly Big Comic Spirits de 9 de maio de 2019 a 6 de outubro de 2018. A Shogakukan reuniu seus capítulos em nove volumes em um tankōbon, que foram lançados de 30 de agosto de 2016 a 27 de dezembro de 2018.

## Recepção
Neko no Otera no Chion-san ganhou o premio Bros Comic Awards 2016 pela revista TV Bros. da Tokyo News Service.